# Invariante por translação
Em matemática, invariante por translação se refere a propriedades ou funções que não se alteram caso seus argumentos sofram uma translação. Invariância por translação é um conceito mais fraco que invariância por movimentos rígidos

## Exemplo
- Seja V um espaço normado. Então a métrica d induzida pela norma é invariante por translação, ou seja:

{\displaystyle d(x+z,y+z)=d(x,y)\,}
- A medida de Lebesgue é invariante por translações:

{\displaystyle \mu (E+x)=\mu (E)\,}

## Contra-exemplo
- Em {\displaystyle \mathbb {R} \,}, a métrica {\displaystyle d(x,y)=[x\neq y]\,} (em que [X] é a notação dos colchetes de Iverson) gera a topologia discreta, e é invariante por translação. No entanto, a métrica

{\displaystyle d_{1}(x,y)=[x\neq y]+[x\neq y\land (x=0\lor y=0)]/10\,}
também gera a topologia discreta, mas não é invariante por translação: {\displaystyle d_{1}(0,1)=1.1\,}, mas {\displaystyle d_{1}(1,2)=1\,}.